# Eumorphia swaziensis
Eumorphia swaziensis là một loài thực vật có hoa trong họ Cúc. Loài này được Compton mô tả khoa học đầu tiên năm 1967.